# Geplätze
Das Geplätze war ein oberhessisches Garnmaß. Der regional geprägte Begriff „Geplätz“ leitete sich von dem klappernden Geräusch ab, das durch einen Zählmechanismus der Haspel erzeugt wurde, wenn das Gebinde die entsprechende Fadenanzahl erreichte. Nach sechzig Umdrehungen des Haspels verursachte ein kleiner Pflock an einem elastisch befestigten Brettchen einen lauten Klatsch, dem „Platz“. Es gab auch Haspeln mit einem halben Geplätz, also schon nach dreißig Umdrehungen. Das Maß war unterschiedlich in Stadt und Land. Der Haspel war drei-ellig. Festgelegt wurde es in einer großherzoglichen Verordnung vom 8. Januar 1819. Diese Haspel mit drei Ellen wurde nur in der Provinz Starkenburg eingehalten. Vier-ellig war im Teil des Odenwaldes gängig. Aber größere Haspeln gab es in der Provinz Oberhessen.
- 1 Geplätze = 60 Haspelfäden

Stadt
- 5 Geplätze = 300 Faden = 1 Strang
- 4 Stränge = 1 Zahl = 1200 Faden (3600 Ellen)

Land
- 2 Geplätze = 1 Gebinde = 120 Faden
- 10 Gebinde = 1 Zahl = 1200 Faden